# Монреаль (остров)
Остров Монреаль (фр. L'île de Montréal) — крупнейший остров пресноводного архипелага Ошлага.

## Название
Первое французское название - Остров Вильменона (фр. L'île de Vilmenon), данное острову в честь покровителя основателей Квебека при дворе Людовика XIII, было нанесено на карту Самюэлем Шамплейном в 1616 году. Однако уже на карте 1632 года Шамплейн дает острову имя Монреаль по названию находящейся на нем Королевской горы (фр. mont Réal, что соответствует фр. mont Royal в современном французском), которое впоследствии распростряняется и на весь город, изначально носивший имя Вилль-Мари.
На языке мохавков остров называется Tiohtià:ke Tsi (название Лашинских Порогов на юго-западе острова) или Ka-wé-no-te.

## География
Расположен на крайнем юго-западе провинции Квебек (Канада), между озером Дё-Монтань, рукавом Ривьер-де-Прери, образовавшемся при слиянии реки Оттава с рекой Святого Лаврентия. Площадь острова — 499 км², длина — 50,2 км; ширина 16,1 км, длина береговой линии — 266,6 км.

## История
В 1535 году остров обнаружил французский исследователь Жак Картье. В 1603 году началось его заселение французскими колонистами. На западе острова находится его высшая точка — гора Мон-Руаяль.

## Население
На острове расположен центр города Монреаль (преимущественно его старая колониальная часть) с населением около 1,9 млн чел, делая его самым густонаселённым пресноводным островом мира.